# Jan-Michael Williams
Jan-Michael Williams (ur. 26 października 1984 w Couvie) – trynidadzko-tobagijski piłkarz występujący na pozycji bramkarza. Zawodnik klubu W Connection.

## Kariera klubowa
Williams karierę rozpoczynał w 2003 roku w zespole W Connection. W tym samym roku dotarł z nim do finału Pucharu Trynidadu i Tobago. W 2005 roku zdobył z zespołem mistrzostwo Trynidadu i Tobago. Trzykrotnie triumfował z nim także w rozgrywkach Pucharu Ligi Trynidadzko-Tobagijskiej (2004, 2005, 2006).
W 2007 roku Williams przeszedł do trzecioligowego belgijskiego zespołu White Star Woluwe. Spędził tam rok, a potem odszedł do węgierskiego klubu Ferencvárosi TC z Nemzeti Bajnokság II. W sezonie 2008/2009 rozegrał tam 9 spotkań. W 2009 roku przeniósł się do kanadyjskiego zespołu Athletic Club of BC z amerykańskiej ligi Pacific Coast Soccer League, stanowiącej czwarty poziom rozgrywek.
W 2010 roku Williams wrócił do W Connection. W 2012 roku wywalczył z nim mistrzostwo Trynidadu i Tobago.

## Kariera reprezentacyjna
W reprezentacji Trynidadu i Tobago Williams zadebiutował w 2003 roku. W 2007 roku został powołany do kadry na Złoty Puchar CONCACAF. Zagrał na nim w meczach z Salwadorem (1:2), Stanami Zjednoczonymi (0:2) i Gwatemalą (1:1), a Trynidad i Tobago zakończył turniej na fazie grupowej.